# Neopreno

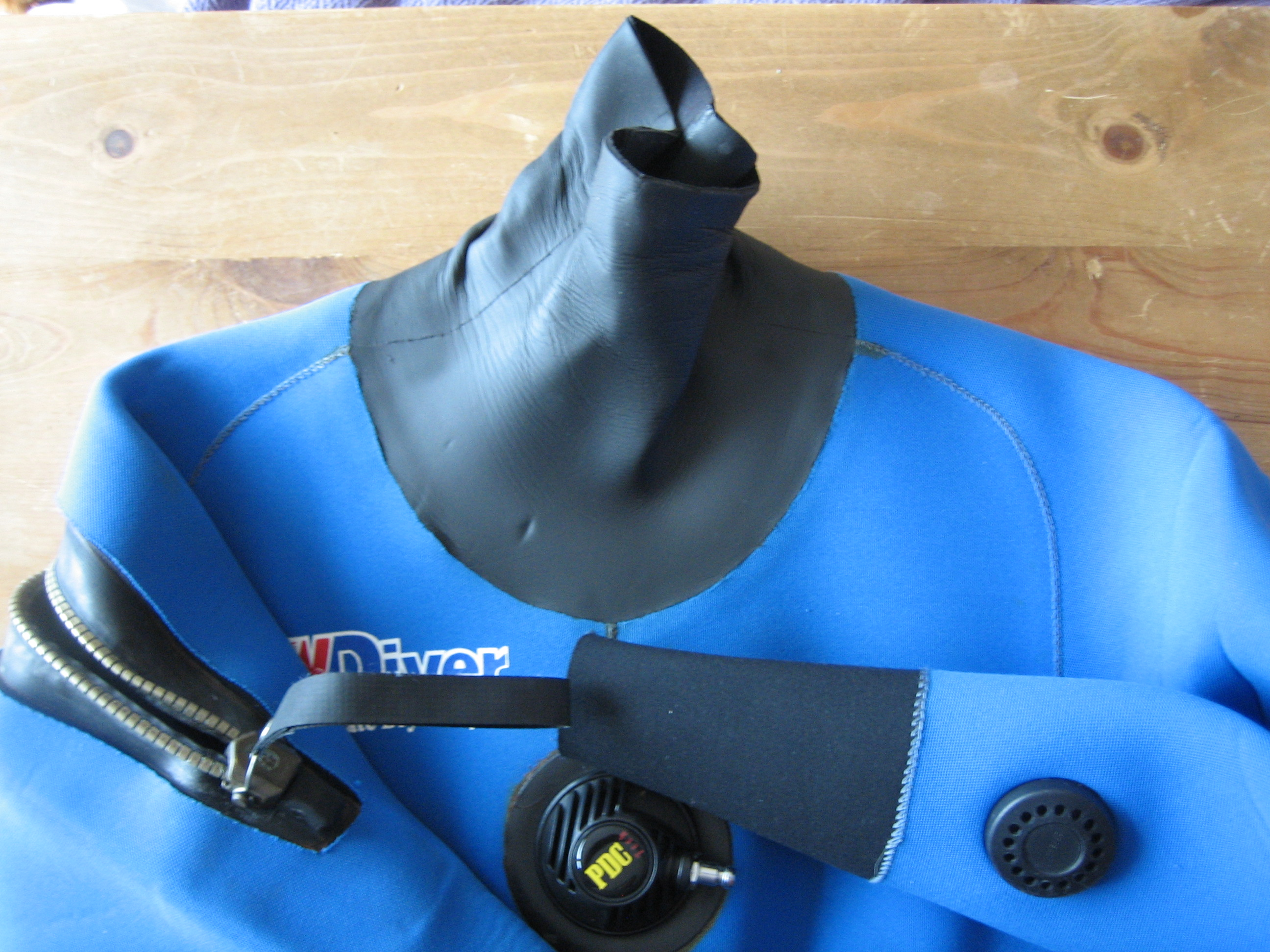
Un cierre de cuello, cierre de muñeca, ventilación manual, inflador, cremallera y tela de un traje seco de neopreno. Aquí el material de sellado en el cuello y las muñecas, similar al caucho, fino y elástico, está hecho de neopreno, en forma de no espuma, para su elasticidad; la zona azul es un fino tejido de punto azul laminado sobre espuma de neopreno esponjosa para el aislamiento.

Neopreno, polímero de cloropreno, policloropreno  es una familia de cauchos sintéticos que se producen por polimerización de cloropreno. El neopreno presenta una buena estabilidad química y mantiene la flexibilidad en un amplio rango de temperaturas. El nombre neopreno es la marca comercial del polímero de cloropreno.
El neopreno, llamado originalmente dupreno (duprene en inglés), fue la primera goma sintética producida a escala industrial.
El neopreno se vende tanto como caucho sólido o en forma de látex, y se utiliza en una amplia variedad de aplicaciones, como fundas de portátil, aparatos ortopédicos (muñeca, rodilla, etc.), aislamiento eléctrico, líquidos y hojas o membranas elastoméricas, y tapajuntas y correas de ventilador del automóvil. Su inercia química le hace útil en aplicaciones como sellantes (o juntas) y en mangueras, así como en recubrimientos resistentes a la corrosión. También puede usarse como base para adhesivos. Sus propiedades también lo hacen útil como aislante acústico en transformadores. Su elasticidad hace que sea muy difícil plegarlo. Su flexibilidad también lo hace apto para diseñar fundas que se ajusten perfectamente al objeto que se desea proteger.

## Historia

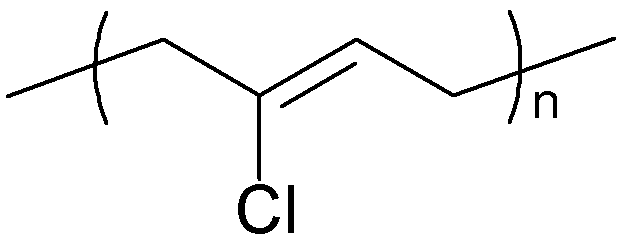
Estructura química de la unidad repetida de policloropreno

El neopreno fue inventado por científicos de la empresa DuPont el 17 de abril de 1930, después de que Elmer K. Bolton, un empleado de dicha empresa, acudiera a una conferencia de Julius Arthur Nieuwland, un profesor de química de la universidad de Notre Dame. Las investigaciones de Nieuwland estaba basadas en la química del acetileno, y durante sus trabajos obtuvo divinilacetileno, un compuesto que se convertía en un compuesto elástico semejante al caucho o goma elástica, al pasar sobre dicloruro de azufre (SCl2). Después de que DuPont comprara los derechos de la patente a la universidad de Notre Dame, Wallace Carothers y el mismo Nieuwland empezaron a desarrollar una forma de explotar comercialmente el neopreno. Se centraron inicialmente en el monovinilacetileno y lo hicieron reaccionar con cloruro de hidrógeno (HCl), obteniendo cloropreno.
DuPont comercializó primero el compuesto en 1931 bajo el nombre comercial de DuPrene, pero sus posibilidades comerciales estaban limitadas por el proceso de fabricación original que dejaba en el producto un cierto olor. Fue desarrollado un nuevo proceso  que eliminó los subproductos que causaban el mal olor y que redujeron a la mitad los costes de producción, y la compañía comenzó a vender el material a los fabricantes de productos acabados. Para evitar que fabricantes de mala calidad dañasen la reputación del producto, la marca DuPrene se restringió para aplicarse únicamente al material vendido por DuPont. Dado que la propia empresa no fabricaba todos los productos finales que contuvieran DuPrene, la marca fue retirada en 1937 y reemplazarla por un nombre genérico, neopreno, en un intento «de resaltar que el material era un ingrediente, no un producto de consumo final». DuPont trabajó entonces en generar demanda para su producto, aplicando una estrategia de marketing que incluía la publicación de su propia revista técnica, la difusión publicitaria de los usos del neopreno, así como de ser productos a base de neopreno en la publicidad de otras compañías. En 1939, las ventas de neopreno estaban generando ganancias de más de 300 000 dólares para la empresa.

## Producción

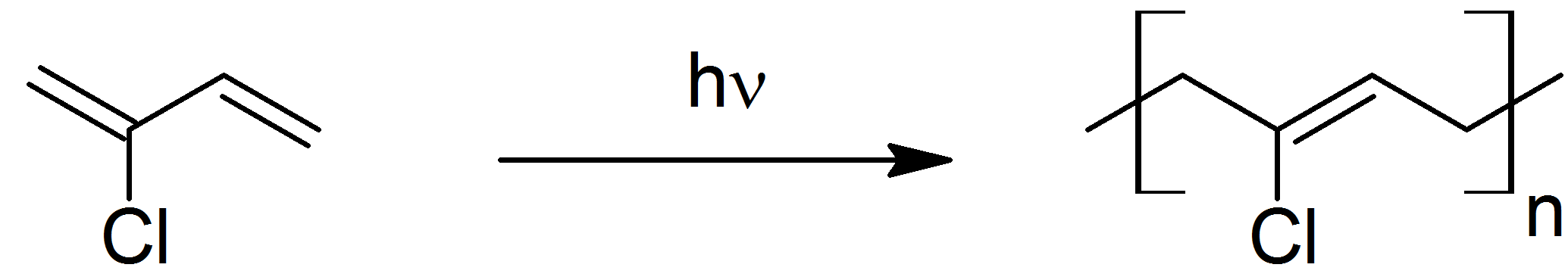
Producción de radicales libres de neopreno

El neopreno se produce por polimerización de los radicales libres del cloropreno. En la producción comercial, este polímero se prepara por polimerización por emulsión de radicales libres en reactores batch y aislamiento del polímero mediante procedimientos de secado en frío. La polimerización se inicia con persulfato de potasio. Se utilizan para reticular hebras de polímeros individuales nucleófilos bifuncionales, óxidos metálicos (por ejemplo óxido de zinc) y tioureas.
La polimerización del cloropreno involucra los mismos pasos que la polimerización por emulsión de otros monómeros de dienos, principalmente:
- emulsificación
- iniciación y catálisis
- transferencia de calor
- conversión del monómero
- recuperación del monómero
- aislamiento del monómero

### Emulsificación
Se disuelven cantidades apropiadas de azufre en el cloropreno y la solución se emulsiona en una fase acuosa que contiene hidróxido de sodio y la sal de sodio producto de la condensación del ácido naftalensulfonico. Las dos fases líquidas son emulsionadas mediante recirculación a través de una bomba centrífuga, con el objetivo de darle a las partículas un tamaño de 3 micrómetros de diámetro.
Los emulsificantes más usados en la polimerización del cloropreno son:
- ácidos del tipo de alquil sulfato o alquil sulfonato,
- jabones catiónicos como el bromato de cetilpiridinio.

La elección del surfactante depende del tipo de proceso de polimerización que se desee como también de la disponibilidad del surfactante o dependiente también de factores económicos.

### Polimerización
Cuando se ha completado la emulsión, la mezcla se lleva al polimerizador, el cual está enchaquetado y con agitación. La polimerización se inicia con una solución acuosa de persulfonato de potasio. La temperatura se mantiene a 40 °C mediante recirculación de salmuera y control en la velocidad de agitación.
La conversión del monómero es seguida mediante la medición de la densidad de la emulsión. La polimerización se detiene al 91 % de conversión (densidad de 1,069 kg/l) añadiendo una solución de xileno y disulfuro de tetraetiltiurano (un plastificante y estabilizador). 
La estructura conjugada del cloropreno es altamente reactiva a un ataque con radicales libres debido a la influencia del átomo de cloro, altamente electronegativo, lo cual facilita la adición de radicales al monómero. De hecho, la molécula de cloropreno es mucho más reactiva que otras moléculas de dieno u olefinas que prefieren formar isómeros. La polimerización del cloropreno es exotérmica con un calor de reacción de 62,8 a 75,3 kJ/mol.
En una polimerización en emulsión, las esferas de monómero son dispersadas en una fase acuosa por medio de la superficie de algún surfactante, generalmente el medio se encuentra a pH 10-12.
La polimerización es iniciada por medio un catalizador de radicales libres y la reacción ocurre de manera isotérmica generalmente a -20 – 50 °C, hasta que se alcanza la conversión deseada del monómero. Esta conversión deseada se determina midiendo el incremento en la gravedad específica de la emulsión contra alguna correlación empírica de gs vs conversión.
La polimerización se detiene destruyendo los radicales libres presentes por medio de la adición de un estabilizante de acción rápida. Luego de remover el monómero que no ha reaccionado, el polímero es asilado desestabilizando el sistema coloidal, separando la fase acuosa y secando el polímero. La distribución de pesos moleculares del polímero varía al incrementar la conversión de la reacción.

### Separación del producto
Esta emulsión se pasa por un filtro de vapor para recoger el monómero que no ha reaccionado y se enfría entonces a 20 °C, esta temperatura se mantiene durante ocho horas con el fin de estabilizar el polímero (plastificación). Luego el látex alcalino se acidifica a un pH de 5,5-5,8. Esto termina la acción plastificadora del disulfuro de tiurano, preparando el látex para el aislamiento del polímero.
El neopreno es aislado del látex mediante un procedimiento de coagulación continua de la película de polímero seguida de un lavado y un secado. El polímero seco es seccionado en tiras continuas y empacado. El éxito de este proceso depende de lograr la completa coagulación del látex en unos pocos segundos a una temperatura de entre –10 °C y –15 °C, lo cual le proporciona a la película suficiente resistencia para soportar el lavado y el secado.
La principal innovación ha sido probablemente el desarrollo de procesos de polimerización continua, lo cual tiene influencias significativas en el costo de fabricación. En plantas de producción múltiple es preferible usar un proceso por lotes.

## Vulcanización de policloropreno
La vulcanización del caucho neopreno o policloropreno (caucho CR) se lleva a cabo usando óxidos de metal (concretamente MgO y ZnO, y en ocasiones PbO) preferentemente en vez de los compuestos de azufre que son usados con muchos cauchos naturales y sintéticos. Además, debido a otros factores de su procesado (principalmente el scorch, que es el prematuro entrecruzamiento en las gomas por la influencia del calor), la elección del acelerante se rige por reglas diferentes a otros cauchos dienos ya que los acelerantes más habituales son problemáticos para el curado de los cauchos CR.  El acelerante más importante para el neopreno es la etilentiourea (ETU), que tiene sin embargo la desventaja de estar clasificado como tóxico para la reproducción. La industria del caucho europea ha comenzado un proyecto de investigación para desarrollar una alternativa más segura al uso de ETU.

## Características del polímero
Las características de los polímeros, en general, son afectadas por su vulcanización. Las principales son:
- resiste a la degradación a causa del sol, el ozono y el clima;
- presenta resistencia aceptable a solventes y agentes químicos;
- El coeficiente de fricción del neopreno con acero al carbón o acero inoxidable es igual a 0.4.
- es resistente a daños causados por la flexión y la torsión.

La estructura del polímero puede ser modificada por copolimerización del cloropreno con azufre o con 2,3-di cloro-1,3-butadieno.

### Composición final del polímero
Diferentes análisis con espectrometría de infrarrojo muestran que los productos de la isomerización del cloropreno son:
- Secuencias lineales de unidades de trans-2-cloro -2-butadieno.
- Productos de una polimerización en los carbonos 1,2.
- Productos de una polimerización en los carbonos 3,4, 5,7.
- Isómeros derivados de una reacción entre la cabeza (carbono 1) y la cola (carbono 4) de dos monómeros.
- Isómeros derivados de una adición entre la cabeza de un monómero y la cabeza del otro.
- Isómeros derivados de una adición entre la cola de un monómero y la cola del otro.

## Aplicaciones
- Moldeado: Apoyos para puentes, juntas de dilatación, tuberías, sellos mecánicos, correas, propelente sólido, bolas. 
  - Extruido: mangueras domésticas, tubos de laboratorio.
- Láminas: bote inflable, guantes, sacos de dormir, botas de talle alto, prendas de protección, material absorbente de radar.
- Espuma: trajes de buceo, guantes, pasamontañas.
- Adhesivo: cinta adhesiva, adhesivo líquido
- Fundas protectoras contra rayones y golpes en ordenadores portátiles.

Un uso común del neopreno es la confección de botas para la pesca con mosca, ya que es un excelente aislante térmico. Su grosor generalmente suele ser de 5 mm, y tiene un precio intermedio entre materiales baratos como el nylon y el caucho, y otros más caros como las prendas transpirables (GoreTex por ejemplo).
En la confección de trajes para buzos y protección en ambientes hostiles, el aire que queda atrapado en el neopreno durante la fabricación, es sustituido por nitrógeno puro.
Los trajes de buceo húmedos se realizan generalmente con un grosor de hasta siete milímetros, aptos para su uso incluso en aguas frías (alrededor de 14 °C). No así el grosor de los trajes habituales, el cual está en torno a los 2 a 3 mm. Debe destacarse que a una profundidad de 30 metros la presión hace que disminuyan sus propiedades aislantes. Esto ha dado origen a una variedad de neopreno, llamado super-flex, que combina spandex dentro del neopreno para permitir mayor flexibilidad.
Es utilizado en el recubrimiento de cables fuertes y de alta dureza, en adhesivos acuosos y en solventes. También se usa en recubrimientos de láminas de aluminio (y superficies flexibles), neumáticos de automóvil, tapones para botellas como sustituto del corcho.
El neopreno es útil para adhesivos sensibles a la presión, además es útil para la construcción de estructuras para autos y partes internas de automóviles.
En automóviles se usa también para sistemas de insonorización, control de vibración y la entrada de aire a la cabina.